# Everything I Own
"Everything I Own" é uma canção escrita por David Gates e foi gravada originalmente em 1972 pela banda Bread,  para o álbum Baby, I'm a Want You. O single original, que alcançou a posição número 5 na parada estadunidense da Billboard Hot 100, tornou-se um clássico do grupo de soft-rock liderado por Gates.

## Canção
Compositor responsável por uma impressionante sequência de sucessos da banda Bread no início da década de 1970, David Gates escreveu "Everything I Own" como uma homenagem ao seu falecido pai, ainda que a canção tenha uma levada de balada rock como outros êxitos do grupo. A letra foi uma maneira de Gates lidar com a perda e com aquilo que deixou de dizer enquanto seu pai estava vivo. "Eu daria tudo que eu possuo / Só para ter você de volta", demonstra a pungência do arrependimento do compositor. A harmonia é composta pela utilização de violões e cordas suaves que  ressaltam os versos básicos, mas o refrão contém uma linha de baixo forte.

## Posição nas paradas musicais
| Parada (1972)                                 | Melhor posição |
| --------------------------------------------- | -------------- |
| Austrália (KMR)                               | 12             |
| Canadá (RPM Top Singles)                      | 5              |
| Nova Zelândia (Listener)                      | 9              |
| Filipinas                                     | 1              |
| Reino Unido (UK Singles Chart)                | 32             |
| Estados Unidos (Billboard Hot 100)            | 5              |
| Estados Unidos (Billboard Adult Contemporary) | 3              |
| Estados Unidos (Cash Box Top 100)             | 6              |

| Parada (1972)                      | Posição |
| ---------------------------------- | ------- |
| Austrália                          | 63      |
| Estados Unidos (Billboard Hot 100) | 52      |
| Estados Unidos (Cash Box)          | 68      |

## Versões
A canção obteve sucesso na europa e Brasil em 1987, fez parte da trilha sonora da novela Brega e  Chique. 
foi gravada por diversos artistas, entre os quais Shirley Bassey, The Connells, Jack Jones, Ken Boothe, Olivia Newton-John, Georgie Fame, Vanessa Hudgens, NSYNC, Jude, Rod Stewart, Aiza Seguerra, Crystal Gayle, Nicole Scherzinger, Chrissie Hynde, Greg London, Edison Lighthouse, Hernaldo Zuniga e Vanessa Hudgens.
Há ainda uma versão em português da canção, gravada pela cantora Diana em 1972, com o nome de "Tudo que Eu Tenho".  O registro foi usado na trilha sonora do filme O Céu de Suely, do diretor Karim Aïnouz, lançado em 2006.